# Parrot Sketch Not Included - 20 Years of Monty Python
Parrot Sketch Not Included - 20 Years of Monty Python è uno special televisivo tributo verso i Monty Python, trasmesso il 5 ottobre 1989. Era condotto dall'attore e fan dei Python Steve Martin, che introduceva diversi sketch dal Monty Python's Flying Circus e qualche sketch dal Monty Python's Fliegender Zirkus. Come dice il titolo, in questo tributo non c'è lo sketch Il pappagallo morto.

## Sketch inclusi
- Come non essere visti
- Il ministero delle camminate strambe
- La canzone del taglialegna
- Spam
- La clinica per litigare
- L'inquisizione spagnola
- L'infermiera pugnalatrice
- Gli ospiti
- L'handicap della Regina Vittoria
- Topi musicali
- Il problema dei topi
- Il drammaturgo proletario
- Raymond Luxury Yacht
- Dennis Moore
- Un uomo con un ermellino nella testa
- Mrs. Neiggerbaiter esplode
- La danza dei pesci schiaffeggianti
- "Salad Days" di Sam Peckinpah
- Zeppelin
- Un uomo con un registratore nel naso

## Sequenze cancellate
Secondo l'autobiografia The Pythons, del nuovo materiale era stato scritto e recitato dai membri dei Python e da Steve Martin e doveva essere incluso nello special. Nello sketch, i Python dovevano interpretare degli scolari che fanno delle domande a Martin e prendono nota. Lo sketch venne rimosso sotto richiesta dei Python perché non faceva molto ridere